# Eliot Ness
Pour les articles homonymes, voir Ness.
Eliot Ness, né le 19 avril 1903 à Chicago (Illinois) et mort le 16 mai 1957 à Coudersport (Pennsylvanie), est un agent du Trésor américain.
Sa grande détermination à faire respecter la prohibition à Chicago l’a placé à la tête de l’équipe des Incorruptibles, qui livra une guerre sans merci à Al Capone, parrain de l'Outfit de Chicago (L’équipe de Chicago), de 1925 à 1932.
Après la condamnation de Capone en 1931, Ness continue à travailler dans le domaine de la justice. Il devient chef de la sécurité publique de Cleveland de 1935 à 1942, puis passe dans le privé en 1944. Il tente une entrée en politique en 1947, mais échoue. Ses mémoires sur son travail à Chicago paraissent peu après sa mort, et sont utilisées à plusieurs reprises dans la culture populaire pour faire de lui la figure de la lutte contre la prohibition, voire le principal adversaire d'Al Capone.

## Biographie

### Jeunesse
Né de parents protestants norvégiens, Peter et Emma Ness, installés aux États-Unis depuis la fin des années 1880, il fait ses études à l'université de Chicago, dont il sort en 1925 diplômé de droit et d'économie. Ness commence sa carrière comme enquêteur pour la Retail Credit Co. (compagnie de crédit) d'Atlanta. Nommé dans le secteur de Chicago, il est chargé d'un travail de second plan. Il retourne alors à l'université, où il se consacre à la criminologie.
En 1926, son beau-frère, Alexander Jamie, agent du Bureau d'Investigation (qui deviendra en 1935 le FBI), réussit à le convaincre d'entrer dans les forces de l'ordre. En 1927, Eliot Ness rejoint donc le département du Trésor, travaillant conjointement avec le bureau de la prohibition de Chicago. À la suite de l'élection d'Herbert Hoover comme président, le secrétaire au Trésor Andrew Mellon est chargé de faire tomber Al Capone, le travail du Bureau d'Investigation n'étant pas jugé satisfaisant. Le gouvernement fédéral envisage alors le problème sous deux angles : la lutte contre l'évasion fiscale, et le respect du Volstead Act (interdiction de vendre de l'alcool). Le premier aspect échoit à Frank J. Wilson en 1928 ; le second à Ness, qui est chargé de démanteler les distilleries clandestines et les routes d'approvisionnement de Capone.

### La lutte contre Al Capone
Face à la corruption des forces de l'ordre, Ness monte un groupe d'hommes de confiance issu des services du Trésor. D'abord de cinquante, celui-ci est réduit à quinze, puis à neuf membres. Les raids contre les distilleries et les brasseries commencent immédiatement ; en six mois, Ness déclare avoir détruit pour 1 million de dollars de produits illégaux. Une tentative de Capone pour acheter les agents de Ness est utilisée par celui-ci à des fins de publicité, la presse faisant ses titres de ces Untouchables (les « Incorruptibles »). Il est alors la cible de nombreuses tentatives de meurtre, l'un de ses amis étant même abattu.
Les efforts de son équipe ont eu une sérieuse influence sur le déclin des affaires de Capone, mais ce sont ses fraudes fiscales révélées par les enquêtes de Frank J. Wilson qui finissent par le faire tomber. Dans un certain nombre de grands procès fédéraux en 1931, Capone est accusé de vingt-deux cas de fraudes fiscales et d'environ 5 000 violations du Volstead Act. Le 17 octobre 1931, il est condamné à onze années de prison, qu'il purge dès 1932, à la suite de son appel.

### Carrière à Cleveland

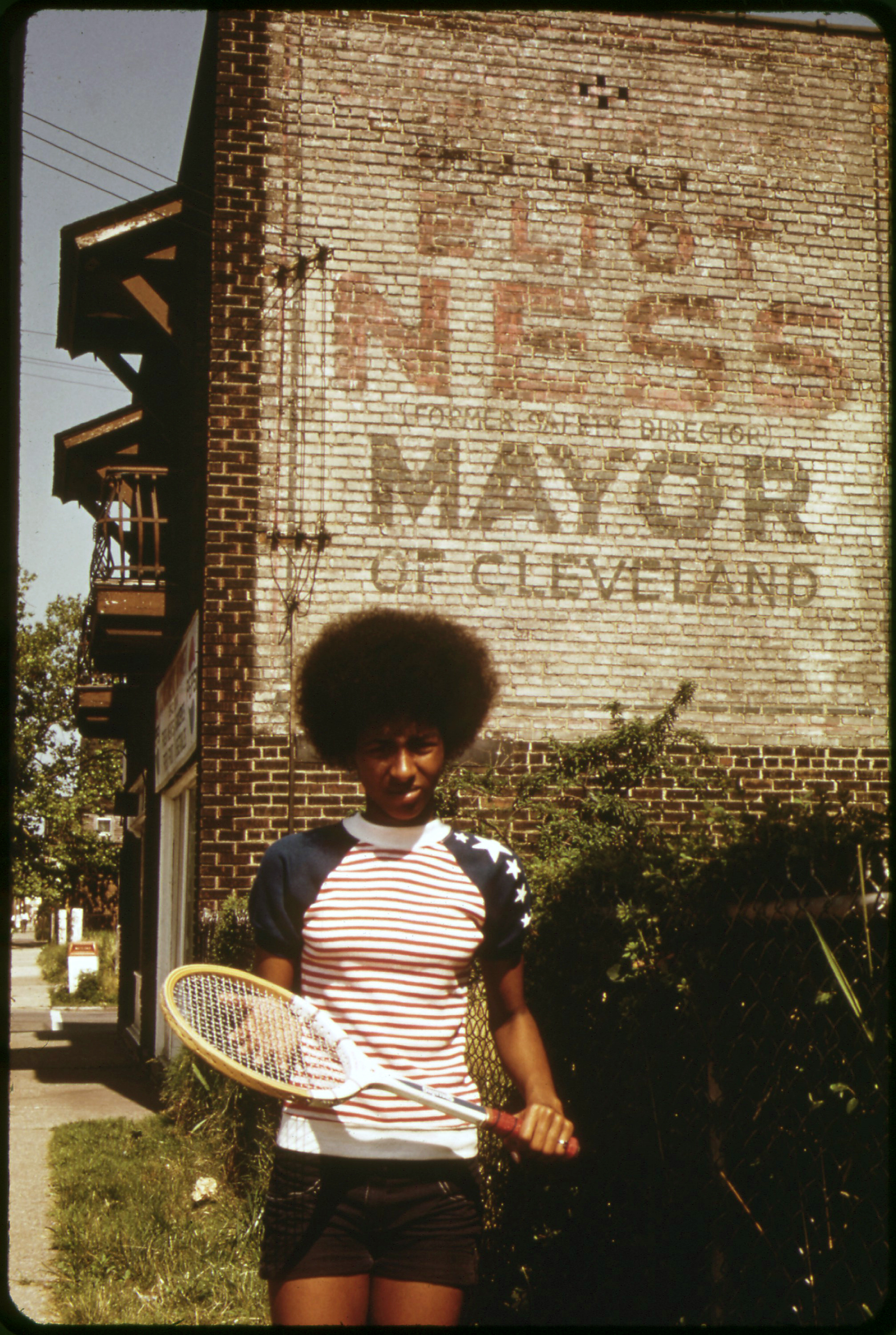
Publicité peinte de la candidature d'Eliot Ness à la mairie de Cleveland, en 1947. Photo prise en 1972.

Ness, dont la demande d'intégration au Bureau d'Investigation est rejetée par J. Edgar Hoover, est promu chef du bureau de la prohibition de l'Ohio en 1934. En 1935, avec la fin de la prohibition, il devient directeur de la sécurité publique de Cleveland. Il y mène une campagne de lutte contre la corruption dans les services de police et de secours, ainsi que contre le jeu. Il échoue cependant à arrêter le Cleveland Torso Murderer, tueur en série qui fit trembler la région au milieu des années 1930, ce qui lui est vivement reproché par le député Martin L. Sweeney (en), adversaire du maire de Cleveland (Ness suspecte fortement le cousin de ce député, le Dr. Francis E. Sweeney, d'être le tueur en série mais ne réussit pas à réunir les preuves nécessaires). Il doit quitter ses fonctions en 1942, à la suite d’un accident de circulation dû à l'alcool.
Ness part alors pour Washington, D.C., où il travaille pour le gouvernement fédéral. Il démissionne en 1944 pour devenir président d'une société de sécurité, Diebold Corporation, basée dans l'Ohio. Il tente sans succès de devenir maire de Cleveland en 1947 et doit quitter ses fonctions à Diebold la même année. Il en vient finalement à travailler pour la North Ridge Industrial, à Coudersport en Pennsylvanie. Son livre, The Untouchables, est publié en 1957, peu après sa mort.

### Vie privée
Eliot Ness fut marié trois fois et divorça à deux reprises. Il eut également un enfant, par adoption.

### Décès
Il meurt d'une crise cardiaque le 16 mai 1957 à 54 ans. Ses cendres ont été dispersées au cimetière de Lakeview à Cleveland.

## Eliot Ness dans la culture populaire

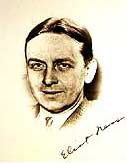
Portrait avec autographe d’Eliot Ness.

### Au cinéma et à la télévision
De nombreuses adaptations et mentions de sa vie ont fleuri, tant au cinéma qu’à la télévision, centrées sur ses activités durant la prohibition.
La plus célèbre adaptation avant les années 1980 fut la série télévisée Les Incorruptibles avec Robert Stack. En 1987, le film de Brian De Palma, Les Incorruptibles, avec Kevin Costner dans le rôle de Ness, s'assure une notoriété encore plus grande.
Dans les années 1980-1990, Ness est le sujet d’une série de nouvelles parues par Max Allan Collins (portant sur ses années à Cleveland), et apparaît également comme petit rôle dans le roman graphique de Collins Les Sentiers de la perdition. Son rôle est interprété par Fred Weller dans un épisode des Aventures du jeune Indiana Jones au début des années 1990. Eliot Ness a aussi inspiré le personnage de Rex Banner dans l’épisode Homer, le baron de la bière (saison 8 - 1997) des Simpson. Il fut également le personnage principal de la bande dessinée Torso de Brian Michael Bendis, parue en 1998. Ness apparaît dans l'épisode 12 de la saison 7 de la série télévisée Supernatural (2012) où il est interprété par Nicholas Lea, puis est interprété par Jim True-Frost dans Boardwalk Empire (Saison 5, épisode 2 - série sur la montée du grand banditisme des années 1920).
Son personnage apparaît dans le 8e épisode de la saison 2 de la série Legends of Tomorrow (2016), et dans l'épisode 15 de la saison 1 de la série Timeless, interprété par Misha Collins (2017).

### Dans la musique
Eric B & Rakim dans leur rap Juice (Know the Ledge) (1992) ou Dr. Dre dans la chanson California Love avec 2Pac (1995) mentionnent Eliot Ness ; Lauryn Hill des Fugees y fait également allusion dans le morceau Ready or Not (1996), tout comme Lil' Wayne dans son rap Comfortable (2008).
En France, MC Solaar en parle dans le morceau Gangster moderne (1997). Le groupe de hip-hop Ministère A.M.E.R. et notamment Stomy Bugsy le cite dans le titre Les rates aiment les lascars (1997). Le groupe KDD le cite dans son morceau "Aspect suspect" Dany Dan dans le morceau Immigré Life (1999), les Svinkels dans la chanson Prohibition (2004), Rohff dans son titre Nouveau rap (2004), Hugo TSR dans son titre Couleur miroir (2017) ou le groupe LEJ dans son titre La nuit (2018) évoquent tour à tour Eliot Ness.
En 2023, il est incarné par Bruno Pelletier dans la comédie musicale Al Capone, Le Spectacle Musical de Jean-Félix Lalanne. Dans cette version fictive de l'histoire de la rivalité entre Capone (Roberto Alagna) et Ness, ce dernier entretient une relation amoureuse avec Rita (Kaïna Blada), la sœur de Capone.

### Dans les jeux vidéo
Un jeu vidéo édité par Nintendo basé sur le film Les Incorruptibles a été commercialisé en 1990 sous le même nom. Il fait également une apparition comme personnage non jouable dans le jeu vidéo Shadow Hearts: From the New World. Eliot est aussi le personnage principal du jeu vidéo Blues and Bullets qui raconte l’histoire de sa vie et sa rivalité avec Al Capone.

### En bande dessinée
Il apparaît dans les tomes 32 et 33 de Jour J.

### Autres
À Fort Collins, dans le Colorado, il y a un restaurant de sandwich situé à proximité du campus de l'université d'État du Colorado nommé « Eliot Mess » en son honneur. La vie d'Eliot Ness est également adaptée dans le livre Chicago, le temps des Incorruptibles de Kenneth Allsop, Les Incorruptibles contre Al Capone d'Hélène Harter, Eliot Ness: The Real Story de Paul W. Heimel, et dans la série noire du thriller The Noir Evil, il relate l'enquête que mena Eliot Ness dans l'affaire du Cleveland Torso Murderer.